# Mustanalhonjärvi
Mustanalhonjärvi är en sjö i Finland. Den ligger i Nystads stad i landskapet Egentliga Finland, i den sydvästra delen av landet, 200 km väster om huvudstaden Helsingfors. Mustanalhonjärvi ligger 18 meter över havet. Arean är 6,6 hektar och strandlinjen är 1,1 kilometer lång. Sjön  ingår i Skärgårdshavets kustområde, Åland.   I omgivningarna runt Mustanalhonjärvi växer i huvudsak barrskog.